# Lanse
Lanse er betegnelsen for et stikvåben af træ. Der findes flere typer. Lanser har været brugt i krigsførelse siden antikken og til begyndelsen af 1900-tallet både af fodfolk og ryttere.
Lansen er i sin primitive form blot et langt stykke træ, der er tilspidset i den ene ende. Lansen er længere end et spyd og kan ikke kastes.
I bronze- og jernalderen var lansespids af metal længere og bredere end et spyd, der også er spidsere. En lansespids kan næsten ligne en bred daggert og kan være så lang som et kort-sværd.
I middelalderen kendes lansen som ridderens foretrukne våben, og den kunne være forsynet med en skål til beskyttelse af rytterens hånd.
Lansen blev brugt under ridderturneringer, hvor to ridder mødtes i en venskabelig dyst om æren. Både præcision og styrke blev demonstreret i form forskellige discipliner som at fange en ring eller få et skjold til at rotere. I dystløb rider ridderne mod hinanden for at bryde hinandens skjold eller hjelmprydelse. I moderne tid bliver lansen benyttet af reenactment grupper til ridderturneringer som dem på Tower of London i England og på Middelaldercentret ved Nykøbing Falster.

## Lanser brugt af indfødte amerikanere
En lanse eller måske et spyd af træ med en stenspids brugt som et stødvåben blev anvendt blandt indfødte amerikanere fra senest omkring år 9.000 f.Kr., og våbnet var i brug i hvert fald de næste par tusinde år.:4 
Tidlig klippekunst ved Writing-On-Stone Provinspark viser fodkrigere med lanse og skjold.:43  I 1700-tallet kæmpede flere indfødte fodfolk med en lanse,:103  og så sent som i 1857 vandrede en del yumaer i krig bevæbnet med lanser.:12 
Indtil gode skydevåben vandt frem i det 19. århundrede foretrak flere beredne prærieindianere at bruge en lanse:103  både under bisonjagt:17  og i kamp.:229 
Lansespidsen var gerne en dobbelt-ægget spids af metal:55  og omkring 40 til 50 centimeter lang;:59  dog længere, hvis den f.eks. var bladet fra en erobret sabel.:55  Til nogle lanser hørte der et dekoreret etui af stof.:27 
En individuelt tillavet lanse kunne være en del af en mands hellige bundt.:159 
Krigerselskaber havde ofte særlige selskabs-lanser til mænd,:159  der samtidigt med deres udnævnelse til lansebærere fik pålagt et ansvar for at være specielt tapre:16  og beskytte stammen til det sidste. Et andet af lansebærernes hædershverv kunne være at ride i spidsen for lejren under lejrflytninger og på ruten ud til jagtmarkerne.:560  De særegne former og specielle udsmykninger på selskabs-lanser er tit forklaret i myter.:72  Det var en udbredt regel at forny selskabs-lanserne om foråret:26  for at genopfriske magien eller kræfterne tillagt dem. Efter at de nye lanser var færdige og renset i en røgelse, fejrede man indvielsen af dem med en fest.:559 

### Lige lanse
Den lige eller ordinære lanse kom i brug under såvel bisonjagt som krig. Sitting Bull tegnede sig selv i mange kampe til hest bevæbnet med en lanse,:229  der var omviklet med blåt stof.:224 
Jagtlanserne brugt af beredne jægere kunne være op til 3 meter lange.:60 
De to lanser i hidatsaernes Black Mouth selskab blev omtalt som ravne-lanser. De var 1,90 meter lange og var dekoreret med bl.a. omviklet odderskind samt både ravne- og uglefjer.:275  Under parader ledte den ene lansebærer Black Mouth medlemmerne frem gennem byen, mens den anden sluttede optoget.:276  Modsat visse andre lanser skulle ravne-lanserne bæres, så odden vendte opad. Hårdt presset under kamp måtte en lansebærer plante lansen i jorden og ikke vige for fjenden, indtil en anden Black Mouth eventuelt trak den op og løste lansebæreren for hans pligt.:275 
Cheyenner i Red Shield krigerselskabet bar hver en ca. 2,5 meter lang og rødmalet lanse. Den oprindelige stenspids blev erstattet med en spids af metal engang i 1800-tallet.:17 
Andre selskabet med lige lanser var f.eks. arikaraernes Taroxpa selskab,:665 , mandanernes Bull selskab,:315  og oglala lakotaernes Kit-Fox selskab.:14 

### Kroget lanse
En kroget lanse var et krigervåben med en kroget top eller ende brugt blandt flere oprindelige folk på den nordamerikanske prærie i 1800-tallet. Lansen kunne tillige være et tapperhedstegn,:159  ligesom den blev brugt som en distinktion af mange selskaber:25  og var et emblem for visse af disse.:218 
Et krigerselskab med denne type lanse havde typisk et par af dem, der blev givet til to udvalgte lansebærere.:25  Forskelligt fra selskab til selskab fulgte der muligvis et krav om ”intet tilbagetog under kamp” med de krogede lanser. Mændene stak lanserne i jorden og kæmpede på stedet uden at vige for fjenden,:786  indtil de enten vandt, blev dræbt eller fik besked om at trække sig tilbage af andre af krigerselskabets medlemmer.:255  Under parader tiltrak mændene med krogede lanser sig opmærksomhed ved at have faste pladser langt fremme i processionen.:671 
Lanseskaftet var med en påsat spids i den ene ende, mens den bageste del sluttede i en bue i stil med den på en hyrde- eller bispestav. Den krumme ende blev skabt ved at binde toppen ind mod skaftet med en lædersnor.:159 
Lansen var ofte dekoreret. Det kunne f.eks. være med nogle få, løsthængende ørnefjer:219  ligesom skaftet kunne være omviklet med f.eks. odderskind,:159  fint købestof,:671  eller svaneham.:578  Den krogede lanse i skidi pawneernes Hatuhka selskab, Crow lansen, var af asketræ, besat med kragefjer, omviklet med skind fra en bisonkalv og skaftet påsmurt hvidt ler; alt som dikteret til selskabets stifter af en flok solsorte set i en pludselig givet vision.:571 
De sydlige cheyenners Crooked Lance krigerselskab var navngivet efter dets to krogede lanser.:158  De udnævnte lansebærere bar våbnet både i krig:219  og under dans. Lansen var knap 2,5 meter lang.:18 
Andre krigerselskaber med krogede lanser var bl.a. arikaraernes Crow selskab,:671  mandanernes Half-shaved Heads,:310  og kitkahahki pawneernes Black Heads med udelukkende en kroget lanse.:578  Tre oglala lakota selskaber havde foruden lige lanser også krogede lanser, nemlig Cante Tinza (Strong Heart), Ihoka (Badger) og Wiciska (White Marked).:67 

### Bue-lanse
En bue-lanse er en bue med en påsat spids i den ene ende. Et andet navn er en Contrary lanse, idet visse Contrary selskaber bar en sådan lanse. Det samme gjorde individuelle Contraries, der havde haft visioner om torden, og navnet Thunder Bow bruges i flæng om deres bue-lanser.:147 
Værdighedstegnet for cheyennernes Bowstring krigerselskab var medlemmernes knap 2,5 meter lange:24  og rødmalede buer med blåmalede metalspidser i den ene ende. Bundter af både ugle- og skadefjer prydede bueskafterne. Buerne var altid med en spændt streng:25  og Bowstring krigerne brugte ikke bue-lansen som et våben i kamp.:146 
Oglala lakotaernes Sotka Tanka selskab havde bue-lanser,:71  ligesom f.eks. to lansebærere i arikaraernes Fox selskab bar bue-lanser dekoreret med rødt stof og perler samt påsatte kløer af duehøge ved begge bueender.:667 